# صليبا دويهي
صليبا الدويهي (14 سبتمبر 1915 -21 يناير 1994) هو رسام وفنان تشكيلي لبناني-أمريكي، يعتبر من رواد الفنية في لبنان، اقام العديد من المعارض محلياً ودولياً.

## حياته
ولد صليبا في إهدن، عام 1915، أكمل دراسته الثانوية في طرابلس في مدرسة الفرير، احب الرسم منذ نعومة اظافره، غادر لبنان الى فرنسا، لإكمال دراسته الفنية، التي بدأها في بيروت وتتلمذ على يد حبيب سرور، التحق بكلية الفنون الجميلة في باريس عام 1932، درس الفن لمدة 4 سنوات، زار العديد من المتاحف والمعارض الفنية وكان في مقدمتها متحف اللوفر، تعلم الفن التجريدي وابدع فيه، عاد الى لبنان عام 1936، رسم العديد من اللوحات التي كانت جميعها مأخوذة من مدينته إهدن ذات الطبيعة الخلابة، حيث رسم لوحة جسد فيها المقاهي المنتشرة حول نبع إهدن الشهير، وايضاً من اعماله لوحة تصور المعارك التي جرت بين يوسف بك كرم الاهدني وبين الجيش التركي، كُلّف بتزيين كنيسة الديمان البطركية بلوحات جدارية وكان اغلبها طبيعية وأحداث تاريخية، سافر الى الولايات المتحدة الامريكية لادخال مفاهيم واساليب جديدة الى فنه.

## الأسلوب
اتجه الفنان في حياته الفنية من الكلاسيكية الى الانطباعية ثم التبسيطية فالتكعيبية، وتأثر بالفن التجريدي ايضاً.

## وفاته
توفي الفنان في الولايات المتحدة في 21 يناير 1994 عن عمر ناهز 78 عاماً.

## روابط خارجية
- السيرة الذاتية بالإنجليزية